# International Pentecost Church
International Pentecost Holiness Church (IPHC) är en sionistkyrka i södra Afrika, bildad 1962 av Frederick S Modise, tidigare pastor inom Zion Christian Church (Star). IPHC har ärvt en del karakteristika från den sistnämnda kyrkan, som systemet med kyrkokonferenser, ledarskapsstrukturer, polygyni, bruket av hemliga regler och en del afrikanska kulturella uttryck. Även skicket med en stjärna som symbol har man övertagit från ZCC (Star). I IPC:s fall rör det sig dock om en sexuddig stjärna medan moderkyrkan har en femuddig. IPHC är även mer västerländskt än ZCC.
Kyrkans högkvarter Silo, väster om Johannesburg, invigdes 1991 av den dåvarande sydafrikanske presidenten F. W. de Klerk.
Anhängarna använder bordeaux-färgade skjortor.
Männen kompletterar detta med grå kostymer, kvinnorna med vita huvuddukar, handskar och skor. 

## Lära
Namnet till trots är IPHC inte en del av pingströrelsen. Man förnekar tvärtom, till skillnad från många andra sionistkyrkor, förekomsten av profetians eller tungotalets gåvor.
Däremot finns tydliga inslag av framgångsteologi, när det gäller helande och materiellt välstånd.
Kyrkans ledare Frederick S Modise lär att ingen behöver vara varken fattig eller sjuk om man följer Guds ord och ger trofast till Hans verk. Själv har Modise flera vrålåk, bl en Rolls Royce, en Cadillac och flera BMW, och bor på en ranch som kostat mångmiljonbelopp.
I likhet med sjundedagsadventisterna firar IPHC sabbat på lördagar och döper sina anhängare genom nedsänkning.
Man framställer exklusiva anspråk på att vara den enda sanna kyrkan och tar avstånd från såväl andra sionistkyrkor som traditionell förfädersdyrkan.